# Oriole Park at Camden Yards
L'Oriole Park at Camden Yards és un estadi de beisbol situat a la ciutat de Baltimore, Maryland, Estats Units. Actualment és l'estadi dels Baltimore Orioles de les Grans Lligues de Beisbol.
Es va construir l'Oriole Park at Camden Yards per substituir a l'antic Oriole Park, va ser dissenyat per la companyia HOK Sport, la construcció va començar el 1989 i va durar dos anys i tres quarts, el nou estadi seria anomenat com l'antic Oriole Park, no obstant això, el governador de Maryland pensava que seria millor anomenar a l'estadi Camden Yards, després d'un llarg debat es va decidir que l'estadi utilitzaria els dos noms anomenant-se Oriole Park at Camden Yards.
L'estadi es va inaugurar el 6 d'abril de 1992 amb un partit entre els Baltimore Orioles i els Cleveland Indians, aquest estadi ha inspirat la construcció de diversos estadis de beisbol dels Estats Units.